# Anežka Hlohovská
Anežka Hlohovská († 1362) byla kněžna ratibořská, lehnická, lubinská a břežská, pocházející z rodu slezských Piastovců, manželka Leška Ratibořského a později Ludvíka I. Břežského.
Byla dcerou hlohovsko-zaháňského knížete Jindřicha IV. Věrného. V roce 1332 se vdala za Leška, ale ten roku 1336 zemřel (bezdětný). Následně, mezi 19. listopadem 1341 a 1345, se provdala za Ludvíka Břežského, se kterým měla šest dětí, včetně Ludvíkova následníka Jindřicha, řečeného Zjizvený. Zemřela 6. nebo 7. července 1362.